# Trattato di Brześć Kujawski
Il trattato di Brześć Kujawski fu un trattato di pace firmato il 31 dicembre 1435 a Brześć Kujawski che pose fine alla guerra polacco-teutonica (1431-1435). Il trattato fu firmato dopo la sconfitta dell'Ordine livoniano per mano delle forze alleate polacco-lituane nella battaglia di Pabaiskas (Wiłkomierz). I Cavalieri teutonici accettarono di cessare il loro sostegno a Švitrigaila (che cercò di rompere l'unione polacco-lituana) e di sostenere nel futuro solo granduchi eletti propriamente dalla Polonia e dalla Lituania. Il trattato non cambiò i confini determinati dal trattato di Melno nel 1422. Il trattato di Brześć Kujawski mostrò che i Cavalieri teutonici persero il loro status da missionari. Gli Ordini teutonici e livoniani non interferirono più con le questioni polacco-lituane; invece la Polonia e la Lituania ingaggiarono la guerra dei tredici anni, la guerra civile che divise la Prussia a metà.

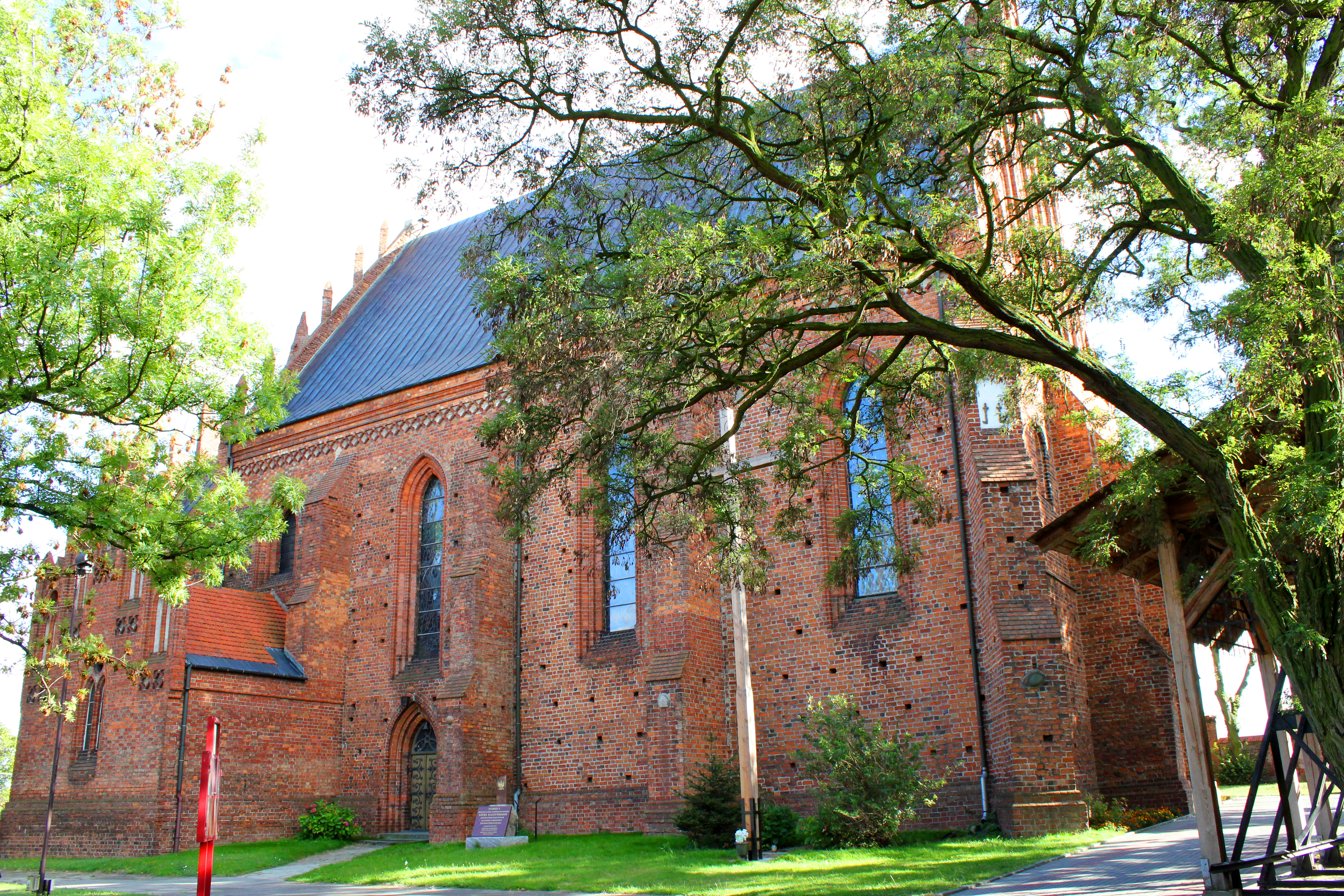
La chiesa di San Stanislao a Brześć Kujawski, dove fu annunciato il trattato

Il trattato eliminava anche la possibilità di annullare il trattato stesso facendo appello al papa o all'Imperatore del Sacro Romano Impero.
Il trattato fu annunciato nella chiesa gotica di San Stanislao a Brześć Kujawski.